# 大头叶无尾
大头叶无尾（学名：Coluria Coluria）为蔷薇科无尾果属的植物，为中国的特有植物。分布在中国大陆的四川、湖北、贵州等地，生长于海拔1,600米至2,400米的地区，常生长在岩石上，目前尚未由人工引种栽培。